# Östmarks socken
Östmarks socken i Värmland ingick i Fryksdals härad, ingår sedan 1971 i Torsby kommun och motsvarar från 2016 Östmarks distrikt.
Socknens areal är 412,73 kvadratkilometer varav 395,81 land. År 2000 fanns här 1 247 invånare. Tätorten Östmark med sockenkyrkan Östmarks kyrka ligger i socknen. En mindre ort är Röjdåfors. 

## Administrativ historik
Socknen bildades 1765 genom utbrytning ur Fryksände socken. 1851 utbröts en del till den då nybildades Lekvattnets socken. 
Vid kommunreformen 1862 övergick socknens ansvar för de kyrkliga frågorna till Östmarks församling och för de borgerliga frågorna bildades Östmarks landskommun. Landskommunen uppgick 1971 i Torsby kommun.
1 januari 2016 inrättades distriktet Östmark, med samma omfattning som församlingen hade 1999/2000.  
Socknen har tillhört län, fögderier, tingslag och domsagor enligt vad som beskrivs i artikeln Fryksdals härad. De indelta soldaterna tillhörde Värmlands regemente och Elfdals kompani.

## Geografi

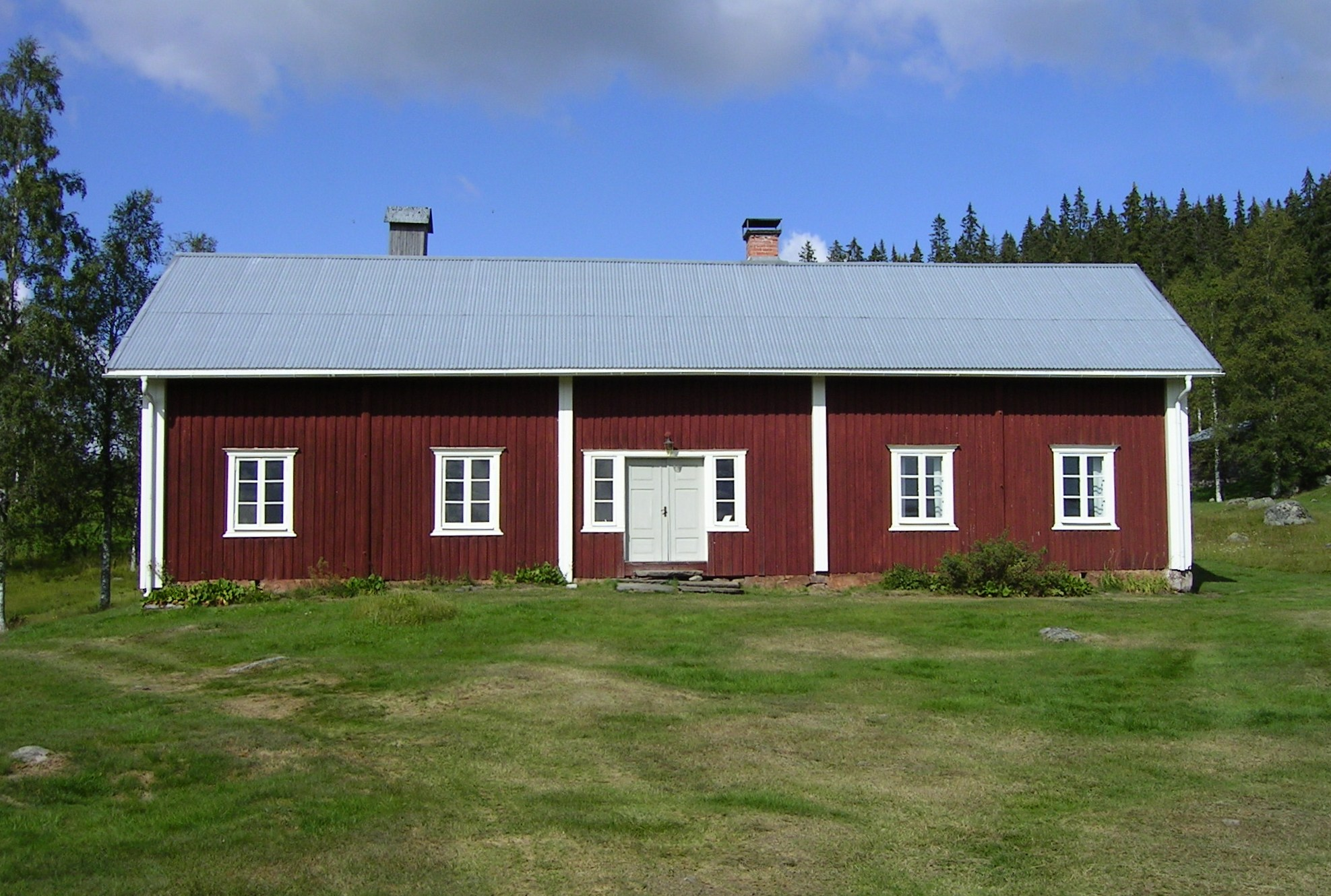
Juhola finngård 2006

Östmarks socken ligger nordväst om Torsby vid gränsen till Norge kring Röjdälven och sjön Kläggen. Socknen har odlingsmark utmed älven och är i övrigt en kuperad sjörik skogsbygd med höjder som i Långtjärnsberget i nordväst når 571 meter över havet.
Socknen tillhör finnbygderna.

## Fornlämningar
Ett par boplatser från stenåldern har påträffats, liksom fångstgropar.

## Namnet
Namnet skrev 1503 Överstemark och kommer från en gård. Namnet betyder 'den översta utmarken' syftande på utmarksområden utmed Röjdan.

## Befolkningsutveckling
| Befolkningsutvecklingen i Östmarks socken 1810–1990                                                      | Befolkningsutvecklingen i Östmarks socken 1810–1990 | Befolkningsutvecklingen i Östmarks socken 1810–1990 | Befolkningsutvecklingen i Östmarks socken 1810–1990 | Befolkningsutvecklingen i Östmarks socken 1810–1990 |
| --- | --------------------------------------------------- | --------------------------------------------------- | --------------------------------------------------- | --------------------------------------------------- |
| |                                                     |                                                     |                                                     |                                                     |
| År |                                                     |                                                     | Folkmängd                                           |                                                     |
| 1810 | 1810                                                |                                                     | 2 437                                               |                                                     |
| 1820 | 1820                                                |                                                     | 2 827                                               |                                                     |
| 1830 | 1830                                                |                                                     | 3 349                                               |                                                     |
| 1840 | 1840                                                |                                                     | 3 854                                               |                                                     |
| 1850 | 1850                                                |                                                     | 4 472                                               |                                                     |
| 1860 | 1860                                                |                                                     | 5 325                                               |                                                     |
| 1870 | 1870                                                |                                                     | 4 924                                               |                                                     |
| 1880 | 1880                                                |                                                     | 5 025                                               |                                                     |
| 1890 | 1890                                                |                                                     | 4 600                                               |                                                     |
| 1900 | 1900                                                |                                                     | 4 409                                               |                                                     |
| 1910 | 1910                                                |                                                     | 3 959                                               |                                                     |
| 1920 | 1920                                                |                                                     | 3 823                                               |                                                     |
| 1930 | 1930                                                |                                                     | 3 609                                               |                                                     |
| 1940 | 1940                                                |                                                     | 3 232                                               |                                                     |
| 1950 | 1950                                                |                                                     | 2 862                                               |                                                     |
| 1960 | 1960                                                |                                                     | 2 498                                               |                                                     |
| 1970 | 1970                                                |                                                     | 1 873                                               |                                                     |
| 1980 | 1980                                                |                                                     | 1 453                                               |                                                     |
| 1990 | 1990                                                |                                                     | 1 292                                               |                                                     |
| Anm: Källor: Umeå universitet - Tabellverket 1749-1859, Demografiska databasen, CEDAR, Umeå universitet. |                                                     |                                                     |                                                     |                                                     |